# Xenorma grandimacula
La Xenorma grandimacula es una polilla de la familia Notodontidae. Fue descrita por Hering en 1925. Se encuentra en Bolivia y Perú.